# Gouvernement Erdoğan II
Pour les articles homonymes, voir Gouvernement Erdoğan.
 (novembre 2024).
Si vous disposez d'ouvrages ou d'articles de référence ou si vous connaissez des sites web de qualité traitant du thème abordé ici, merci de compléter l'article en donnant les références utiles à sa vérifiabilité et en les liant à la section « Notes et références ».
République de Turquie
Erdoğan I Erdoğan III
Le gouvernement Erdoğan II (en turc : 60. Türkiye Hükûmeti) est le soixantième gouvernement de la république de Turquie, en fonction entre le 29 août 2007 et le 6 juillet 2011, durant la vingt-deuxième législature de la Grande Assemblée nationale.

## Majorité et historique
Dirigé par le Premier ministre islamo-conservateur sortant Recep Tayyip Erdoğan, ce gouvernement est constitué et soutenu par le seul Parti de la justice et du développement (AKP). À lui seul, il dispose de 341 députés sur 550, soit 62 % des sièges de la Grande Assemblée nationale de Turquie.

### Formation
Il est formé à la suite des élections législatives anticipées du 22 juillet 2007. Il succède au gouvernement Erdoğan I, constitué et soutenu par le seul AKP. Lors de ce scrutin, le parti au pouvoir connaît une forte progression, de l'ordre de douze points, atteignant 46,6 % des voix. Cependant, la montée du Parti républicain du peuple (CHP), principale force de l'opposition, et surtout l'entrée au Parlement du Parti d'action nationaliste (MHP) conduisent à un recul en sièges de l'AKP.
Au cours de l'élection présidentielle, qui se tient au suffrage indirect du 27 avril, le ministre des Affaires étrangères et candidat de la formation au pouvoir, Abdullah Gül, échoue à remporter les deux tiers des voix requis par la Constitution. Le CHP, première force de l'opposition, réclame cependant l'annulation du scrutin auprès de la Cour constitutionnelle, arguant que moins des deux tiers des parlementaires y ont réclamé. La Cour lui donne raison le 1er mai, et un nouveau scrutin est convoqué le 6 mai, mais le boycott de l'opposition empêche de nouveau d'atteindre le quorum des deux tiers. Gül se rétracte alors, laissant l'élection sans candidat lors du troisième tour, le 9 mai. Tandis que le scrutin est reporté, le Premier ministre annonce, le 10 mai, la tenue d'élections législatives anticipées et d'un référendum constitutionnel visant à réduire de cinq à quatre ans le mandat des députés, de réduire de sept à cinq ans le mandat présidentiel et de faire élire le chef de l'État au suffrage universel direct au scrutin présidentiel suivant.

### Succession
À l'issue de la législature, des élections législatives sont organisées le 12 juin 2011. Bien que progressant de nouveau en voix, l'AKP perd encore quelques sièges au profit du CHP et des Kurdes. Il conserve toutefois une nette majorité, qui lui permet de former le gouvernement Erdoğan III.

## Composition

### Initiale (29 août 2007)
- Les nouveaux ministres sont indiqués en gras, ceux ayant changé d'attributions en italique.

| Fonction                                                                               | Titulaire | Titulaire                             | Parti |
| -------------------------------------------------------------------------------------- | --------- | ------------------------------------- | ----- |
| Premier ministre                                                                       |           | Recep Tayyip Erdoğan                  | AKP   |
| Vice-Premier ministre Ministre d'État pour les Droits humains et Chypre                |           | Cemil Çiçek                           | AKP   |
| Vice-Premier ministre Ministre d'État pour les Fondations et les Médias publics        |           | Hayati Yazıcı                         | AKP   |
| Vice-Premier ministre Ministre d'État pour l'Économie, les Banques et le Trésor        |           | Nazım Ekren                           | AKP   |
| Ministre d'État pour les Technologies de l'information et l'Alliance des civilisations |           | Mehmet Aydın                          | AKP   |
| Ministre d'État pour le Commerce extérieur                                             |           | Kürşad Tüzmen                         | AKP   |
| Ministre d'État chargée des femmes et des Affaires familiales                          |           | Nimet Çubukçu                         | AKP   |
| Ministre d'État pour les Affaires religieuses et le Monde turc                         |           | Mustafa Sait Yazıcıoğlu               | AKP   |
| Ministre d'État pour la Jeunesse et les Sports                                         |           | Murat Başesgioğlu                     | AKP   |
| Ministre d'État, Négociateur en chef avec l'Union européenne                           |           | Egemen Bağış (à partir du 08/01/2009) | AKP   |
| Ministre des Affaires étrangères                                                       |           | Ali Babacan                           | AKP   |
| Ministre de l'Intérieur                                                                |           | Beşir Atalay                          | AKP   |
| Ministre des Finances                                                                  |           | Kemal Unakıtan                        | AKP   |
| Ministre de la Justice                                                                 |           | Mehmet Ali Şahin                      | AKP   |
| Ministre de l'Énergie et des Ressources naturelles                                     |           | Mehmet Hilmi Güler                    | AKP   |
| Ministre de l'Agriculture et des Affaires rurales                                      |           | Mehmet Mehdi Eker                     | AKP   |
| Ministre de la Culture et du Tourisme                                                  |           | Ertuğrul Günay                        | AKP   |
| Ministre de la Santé                                                                   |           | Recep Akdağ                           | AKP   |
| Ministre de l'Éducation nationale                                                      |           | Hüseyin Çelik                         | AKP   |
| Ministre de la Défense nationale                                                       |           | Vecdi Gönül                           | AKP   |
| Ministre de l'Industrie et du Commerce                                                 |           | Mehmet Zafer Çağlayan                 | AKP   |
| Ministre du Travail et de la Sécurité sociale                                          |           | Faruk Çelik                           | AKP   |
| Ministre des Transports et des Communications                                          |           | Binali Yıldırım                       | AKP   |
| Ministre des Travaux publics et du Logement                                            |           | Faruk Nafız Özak                      | AKP   |
| Ministre de l'Environnement et des Forêts                                              |           | Veysel Eroğlu                         | AKP   |

### Remaniement du1ermai 2009
- Les nouveaux ministres sont indiqués en gras, ceux ayant changé d'attributions en italique.

| Fonction                                                                               | Titulaire | Titulaire             | Parti |
| -------------------------------------------------------------------------------------- | --------- | --------------------- | ----- |
| Premier ministre                                                                       |           | Recep Tayyip Erdoğan  | AKP   |
| Vice-Premier ministre Ministre d'État pour les Droits humains et Chypre                |           | Cemil Çiçek           | AKP   |
| Vice-Premier ministre Ministre d'État pour les Fondations et les Médias publics        |           | Bülent Arınç          | AKP   |
| Vice-Premier ministre Ministre d'État pour l'Économie, les Banques et le Trésor        |           | Ali Babacan           | AKP   |
| Ministre d'État pour les Technologies de l'information et l'Alliance des civilisations |           | Mehmet Aydın          | AKP   |
| Ministre d'État pour le Commerce extérieur                                             |           | Mehmet Zafer Çağlayan | AKP   |
| Ministre d'État chargée des femmes et des Affaires familiales                          |           | Selma Aliye Kavaf     | AKP   |
| Ministre d'État pour le Projet d'Anatolie du Sud-Est                                   |           | Cevdet Yılmaz         | AKP   |
| Ministre d'État pour les Affaires religieuses et le Monde turc                         |           | Faruk Çelik           | AKP   |
| Ministre d'État pour la Jeunesse et les Sports                                         |           | Faruk Nafız Özak      | AKP   |
| Ministre d'État, Négociateur en chef avec l'Union européenne                           |           | Egemen Bağış          | AKP   |
| Ministre d'État pour les Douanes, Istanbul 2010 et la Protection sociale               |           | Hayati Yazıcı         | AKP   |
| Ministre des Affaires étrangères                                                       |           | Ahmet Davutoğlu       | AKP   |
| Ministre de l'Intérieur                                                                |           | Beşir Atalay          | AKP   |
| Ministre des Finances                                                                  |           | Mehmet Şimşek         | AKP   |
| Ministre de la Justice                                                                 |           | Sadullah Ergin        | AKP   |
| Ministre de l'Énergie et des Ressources naturelles                                     |           | Taner Yıldız          | AKP   |
| Ministre de l'Agriculture et des Affaires rurales                                      |           | Mehdi Eker            | AKP   |
| Ministre de la Culture et du Tourisme                                                  |           | Ertuğrul Günay        | AKP   |
| Ministre de la Santé                                                                   |           | Recep Akdağ           | AKP   |
| Ministre de l'Éducation nationale                                                      |           | Nimet Çubukçu         | AKP   |
| Ministre de la Défense nationale                                                       |           | Vecdi Gönül           | AKP   |
| Ministre de l'Industrie et du Commerce                                                 |           | Nihat Ergün           | AKP   |
| Ministre du Travail et de la Sécurité sociale                                          |           | Ömer Dinçer           | AKP   |
| Ministre des Transports et des Communications                                          |           | Binali Yıldırım       | AKP   |
| Ministre des Travaux publics et du Logement                                            |           | Mustafa Demir         | AKP   |
| Ministre de l'Environnement et des Forêts                                              |           | Veysel Eroğlu         | AKP   |

### Remaniement du 8 mars 2011
- Les nouveaux ministres sont indiqués en gras, ceux ayant changé d'attributions en italique.

| Fonction                                                                               | Titulaire | Titulaire             | Parti |
| -------------------------------------------------------------------------------------- | --------- | --------------------- | ----- |
| Premier ministre                                                                       |           | Recep Tayyip Erdoğan  | AKP   |
| Vice-Premier ministre Ministre d'État pour les Droits humains et Chypre                |           | Cemil Çiçek           | AKP   |
| Vice-Premier ministre Ministre d'État pour les Fondations et les Médias publics        |           | Bülent Arınç          | AKP   |
| Vice-Premier ministre Ministre d'État pour l'Économie, les Banques et le Trésor        |           | Ali Babacan           | AKP   |
| Ministre d'État pour les Technologies de l'information et l'Alliance des civilisations |           | Mehmet Aydın          | AKP   |
| Ministre d'État pour le Commerce extérieur                                             |           | Mehmet Zafer Çağlayan | AKP   |
| Ministre d'État chargée des femmes et des Affaires familiales                          |           | Selma Aliye Kavaf     | AKP   |
| Ministre d'État pour le Projet Anatolie du sud-est                                     |           | Cevdet Yılmaz         | AKP   |
| Ministre d'État pour les Affaires religieuses et le Monde turc                         |           | Faruk Çelik           | AKP   |
| Ministre d'État pour la Jeunesse et les Sports                                         |           | Faruk Nafız Özak      | AKP   |
| Ministre d'État, Négociateur en chef avec l'Union européenne                           |           | Egemen Bağış          | AKP   |
| Ministre d'État pour les Douanes, Istanbul 2010 et la Protection sociale               |           | Hayati Yazıcı         | AKP   |
| Ministre des Affaires étrangères                                                       |           | Ahmet Davutoğlu       | AKP   |
| Ministre de l'Intérieur                                                                |           | Osman Güneş           | Sans  |
| Ministre des Finances                                                                  |           | Mehmet Şimşek         | AKP   |
| Ministre de la Justice                                                                 |           | Ahmet Kahraman        | Sans  |
| Ministre de l'Énergie et des Ressources naturelles                                     |           | Taner Yıldız          | AKP   |
| Ministre de l'Agriculture et des Affaires rurales                                      |           | Mehdi Eker            | AKP   |
| Ministre de la Culture et du Tourisme                                                  |           | Ertuğrul Günay        | AKP   |
| Ministre de la Santé                                                                   |           | Recep Akdağ           | AKP   |
| Ministre de l'Éducation nationale                                                      |           | Nimet Çubukçu         | AKP   |
| Ministre de la Défense nationale                                                       |           | Vecdi Gönül           | AKP   |
| Ministre de l'Industrie et du Commerce                                                 |           | Nihat Ergün           | AKP   |
| Ministre du Travail et de la Sécurité sociale                                          |           | Ömer Dinçer           | AKP   |
| Ministre des Transports et des Communications                                          |           | Habip Soluk           | Sans  |
| Ministre des Travaux publics et du Logement                                            |           | Mustafa Demir         | AKP   |
| Ministre de l'Environnement et des Forêts                                              |           | Veysel Eroğlu         | AKP   |